# نماد فلورین
علامت فلورین (ƒ) نمادی است که برای یکای پولی که نامشان فلورین یا گیلدر است، استفاده می‌شود. نام هلندی این ارز گولدن است. نماد «ƒ» نسخه کوچک Ƒ الفبای لاتین است. در بسیاری از تایپ‌فیس‌های سری، اغلب می‌توان آن را با یک حرف کوچک کج معمولی f (f) جایگزین کرد.
این نماد در یکای پول فعلی و منسوخ زیر استفاده می‌شود (کدهای ارز ایزو ۴۲۱۷ آن‌ها بین براکت‌ها):
- جاری
  - فلورین آروبان (AWG)
  - گیلدر آنتیل هلند (ANG)

- منسوخ شده
  - گیلدر هلندی (NLG؛ تا سال ۲۰۰۲)
  - گیلدر سورینامی (SRG؛ تا سال ۲۰۰۴)
  - فلورین ایتالیایی (تا ۱۵۳۳)